# Георги Баев
 Тази статия е за български художник.  За българския лекар от Казанлък вижте Георги Баев (лекар).  
Георги Димитров Баев (известен и с прякора си Джурлата) е български художник, маринист.

## Биография
Роден е в Бургас на 9 ноември 1924 г. Като младеж играе футбол в особено популярния по онова време отбор на „Левски“ (Бургас).
През 1949 г. завършва специалност живопис в Художествената академия в София, в класа на акад. Илия Петров и проф. Дечко Узунов. До 1960 г. работи предимно графика и сценография в кукления театър в Бургас. Първото му международно признание е през 1957 г. на 6-ия световен младежки фестивал в Москва. Следват десетки участия в България и в чужбина, много отличия, членство в СБХ, почетен член и член-кореспондент на Австрийското обединение на художниците „Кюнстлер хаус“, на Японската асоциация на художниците „Ника-кай“... Тежък момент в неговия живот е 1983 г., когато запалват ателието му и при пожара изгаря всичко. Това го амбицира и още на следващата година показва композициите „Агресия“, „Апокалипсис сега“, „Обикновен фашизъм“, „На другия ден след атомната бомба“, „Удавник“, „Спомени“, превърнали се в събитие. По-късно платната са изложени във Виена и проф. Петър Вундерли заявява, че това са произведения на един от големите хуманисти на Европа и света. През 1986 г. Баев става носител на Хердеровата награда на Виенската академия за изкуства.
Представен е в 34-томния речник на изкуствата на лондонското издателство „Макмилън“, многократно номиниран за „Мъж на годината“, „Личности с влияние“, „Кой-кой е“ на американски и английски биографични институти. Търсен от галеристи в България и в чужбина, определян като чепат човек, но сърцат и с огромна мощ. Негови картини са откупени или дарени на много места в България, художникът е изпратил свои творби дори за гладуващите деца във Виетнам и Кампучия.
Георги Баев е депутат в VII велико народно събрание (1990 – 1991). Той е сред 39 депутати от СДС, които през 1991 г. напускат VII велико народно събрание, несъгласни с приетата на 12 юли 1991 г. конституция и започват безсрочна гладна стачка.

## Изложби (избор)
- 1957 Лауреат на Шести световен младежки фестивал – Москва
- 1961 Сребърен медал на Първа младежка национална изложба – София
- 1962 Изложба със Златю Бояджиев в Букурещ, Делхи, Индонезия, Китай, Корея, Монголия, Виетнам, Афганистан, Тунис, Алжир и Мароко; Участие в представителна изложба на български художници в Париж
- 02.1964 Първа самостоятелна изложба в София
- 05.1964 Първа самостоятелна изложба в Бургас
- 1972 Участие в Биенале в Кан-сюр-мер, Франция, Самостоятелна изложба – Лондон; Самостоятелна изложба – София; Участие в изложба-дарение за Баня Лука, Босна
- 1974 Участие в Представителна изложба в Париж, Самостоятелна изложба в Бургас, Участие в групова изложба в Пловдив
- 1976 Самостоятелна изложба във Виена и Линц, Австрия
- 1989 Участие в Биенале на европейската графика в Прага, Самостоятелна изложба във Варна
- 10.11.2004 Бургас, галерия „Петко Задгорски“ – юбилейна ретроспективна изложба
- 11.11.2004 Бургас, галерия „Бургас“ – живопис
- 18.05.2005 София, галерия „Арте“ – живопис
- 19.07.2005 Пловдив, Международен панаир на изкуството „Импресия“
- 20.08.2006 Бургас, участие в национално биенале „Приятели на морето“

Участва в самостоятелни и групови изложби в САЩ, Мексико, Германия, Франция, Полша, Чехия, Унгария, Румъния, СССР, Югославия, Швейцария, Китай, Индия, Индонезия, Тунис, Алжир, Мароко, Витнам, Корея, Афганистан и др.

## Награди
- 1957 – Лауреат на VI Световен младежки фестивал – Москва
- 1961 – Сребърен медал на Първа младежка национална изложба
- 1964 – Награда за Пейзаж – ОХИ, София, Награда от изложба „Созопол и морето“ – Созопол
- 1965 – Награда от изложба „Созопол и морето“ – Созопол
- 1966 – Награда от изложба „Созопол и морето“ – Созопол
- 1968 – Награда за живопис от Национална изложба „Приятели на 	морето“ – Бургас, Награда от изложба „Созопол и морето“ – Созопол
- 1969 – Награда за Пейзаж – ОХИ, София, Награда от изложба „Созопол и морето“ – Созопол
- 1971 – Награда за живопис на Обща изложба на южнобългарски художници – Пловдив
- 1972 – Награда за живопис „Владимир Димитров-Майстора“
- 1974 – Награда за живопис от Национална изложба „Приятели на морето“ – Бургас
- 1976 – Годишна награда за изобразително изкуство – Бургас
- 1982 – Годишна награда за изобразително изкуство – Бургас
- 1983 – Награда от изложба-конкурс „Човекът и морето“ – Варна
- 1984 – Награда от изложба-конкурс „Човекът и морето“ – Варна
- 1985 – Награда на Международна изложба на реалистичната живопис – София
- 1986 – Наградата „Готфрид фон Хердер“ на Виенския университет
- 1996 – Награда на Съюза на българските художници за цялостно творчество, Награда от Трето международно триенале на реалистичната живопис – София
- 21.10.1997 – Почетен член на фонд „Поддържане на изкуството в България“
- 24.07.1998 – Почетен гражданин на гр. Бургас
- 2000 – Сребърен кръст на галерия „Кавалет“ – Варна
- 07.2005 – Награда „Импресия“ за цялостно творчество на СБХ и Международен панаир на изкуствата – Пловдив
- 2002, 2003, 2004 – Мъж на годината на Американски биографичен институт(ABI)
- Носител на годишни награди на Съюза на българските художници
- Носител на Орден „Св. св. Кирил и Методий“: II степен; I степен – два пъти
- Носител на Орден „Народна република България“ – II степен
- Носител на Орден „Георги Димитров“
- Удостоен с титлите Заслужил художник – 1974, и Народен художник – 1984

Представен в 34-томния речник на изкуствата на издателство Макмилън, Лондон – 1995 г.

## Членство
От 1961 г. член на Съюза на българските художници. Баев е и почетен член и член-кореспондент на Австрийското обединение на художниците „Кюнстлер хаус“ – Виена; почетен член и член-кореспондент на Японската асоциация на художниците „Ника-кай“.